# Схід з рейок у Стонгейвені
Схід з рейок у Стонгейвені — смертельна залізнична аварія, яка сталася приблизно о 09:40 (UTC+1) 12 серпня 2020 року поблизу Кармона, на захід від Стонгейвена у Абердиншир, Шотландія. Щонайменше троє людей загинули, шестеро отримали поранення. Він був першим смертельним сходом з рейок у Великій Британії після сходу з рейок у Грейріггу в лютому 2007 року та найбільший інцидент, пов'язаний зі швидкісною залізницею після аварії на залізничній дорозі в Ледброук-Гроуві у 1999 році.

## Передісторія
Через сильні грози в ніч на 11 серпня метеорологи з Met Office опублікували штормове попередження про сувору погоду. Невдовзі вранці сталося затоплення рейок в Абердинширі. Сувора погода спричинила масштабні перебої в роботі залізниці у Східній Шотландії, оскільки низка інших залізничних послуг була або зменшена, або скасована. Приблизно в той самий час інциденту, Network Rail Scotland опублікувала відеокадри зсуву залізничної колії у районі Кармонта.
Грози також спричинили руйнування і в інших містах. Станцію Перт було сильно затоплено, у воді застряг поїзд класу 170.
Ділянка залізничної лінії, де відбувся інцидент, у минулому мала проблеми зі змивом ґрунту. 22 жовтня 2002 року лінія Абердін — Данді була закрита через зсув у Кармонті під час проливного дощу та гроз. Звіту Network Rail від 2014 року включив Carmont до «списку місць, на які останні роки сильно постраждали земляні відсіки». У звіті оператора колій зазначається, що роботи з поліпшення були проведені в Кармонті, зокрема, «санація схилу рубок після надзвичайних ситуацій, після зливи внаслідок затоплення».
Потяг перевозив шість працівників та шість пасажирів. Троє людей загинули, включаючи водія та кондуктора.

## Інцидент
Британська транспортна поліція була оповіщена про інцидент приблизно о 09:43, що декларувався як великий інцидент. На місце події були присутні кілька шотландських швидких, два вертольоти швидкої допомоги та вертоліт берегової охорони. Шотландська пожежна та рятувальна служба надала 12 пожежних машин та спеціалізовані ресурси. Один загиблий потрапив у вертоліт «Абердін Роял» берегової охорони. Шість людей були доставлені у лікарню з травмами, які «не вважаються серйозними».

## Розслідування
Відділ розслідування аварій на залізниці та Управління залізничних і автомобільних доріг відкрили розслідування аварії. Інспектори обох організацій були відправлені на місце.